# Danica Širola
Danica Širola (Karlovac, 18. travnja 1900. - 2. rujna 1926.), hrvatska je učiteljica, katolička laikinja i pjesnikinja. Poznata je i kao »hrvatska Mala Terezija«.

## Život
Rođena je u Karlovcu 18. travnja 1900. u uglednoj obitelji. Na krštenju je dobila ime Danica Vilma Franciska Širola. Njen otac Stjepan Širola bio je pedagog, prevoditelj, novinar i književnik, brat Božidar Širola bio je skladatelj i glazbeni pisac, muzikolog i etnomuzikolog, a brat Mladen Širola kazališni djelatnik, dječji pisac, filmski redatelj i scenarist. Imala je još jednoga brata i pet sestara. Ona je bila četvrto dijete u obitelji. Njena majka Ćirila rođena Wyroubal bila je plemićkoga porijekla. Kada je Danica imala dvije godine, preselili su se u Zagreb, zbog očeva posla.
U Zagrebu je završila Donjogradsku osnovnu školu i Višu pedagošku školu te postala učiteljica. Kao učiteljica službovala je u Zagrebu, Krašiću,  Svetoj Jeleni i u Crikvenici.
Od rane mladosti razmišljala je o redovničkom pozivu. Njeni su roditelji dugo vremena bili protiv toga. Svaki dan je išla na svetu misu i pričest. Puno je putovala, uključujući i hodočašća. Bila je članica Marijine kongregacije i osobita štovateljica Presvetog Oltarskog Sakramenta te Srca Isusova. Tri zavjeta položila je u svojoj 20. godini života: zavjet djevičanstva, doživotno; zavjet da će biti uvijek vjerna Svetom Ocu te zavjet da će otići u samostan čim joj to prilike dopuste.
Odlučila se na odlazak u samostan uršulinki u Varaždinu. Međutim, kada ju je pregledao liječnik rekao je poglavarici samostana: „Neka ova gospojica što prije ide iz samostana, ona boluje od tuberkuloze.“ Od tada je živjela kao redovnica u svijetu, liječeći se u bolničkim sanatorijima i kod kuće, dok nije mlada preminula od tuberkuloze 2. rujna 1926. Njen otac preminuo je sedam dana nakon nje. Pokopana je na zagrebačkom Mirogoju.

## Spomen
Njezina prijateljica Katarina Dušić, koja je kasnije postala časna sestra, nakon Daničine smrti sakupila je njenu pisanu ostavštinu i predala isusovcima u Zagrebu. Sačuvana je i danas.
Njezin biografski članak nalazi se u knjizi Znameniti i zaslužni Hrvati 925.-1925. koja je objavljena prigodom proslave tisućite obljetnice Hrvatskog kraljevstva 1925. Također su u toj knjizi i životopisi njenog oca Stjepana i brata Božidara Širole.
Časna sestra Družbe Kćeri Božje ljubavi, Slavica Buljan o njoj je napisala knjigu Miomiris Božje ljubavi – Danica Širola 2017. godine, te je objavljeno i džepno izdanje: Djevojka sveta života i blažene smrti. Slavica Buljan je 2021. objavila njezina sabrana djela Autobiografija, dnevnik, korespodencija i pjesme Danice Širola, u izdanju Filozofsko-teološkog instituta Družbe Isusove u Zagrebu.
Godine 2021., postavljena je nadgrobna spomen-ploča na grobu obitelji Širola na zagrebačkom Mirogoju, gdje je Danica Širola pokopana s njenim citatom „Htjela bih se popeti na visoku goru da doviknem cijelom svijetu kolika je ljubav Srca Isusova!“, povodom 95. godišnjice njene smrti.

## Vanjske poveznice
|  | Wikicitati imaju zbirke citata o temi Danica Širola |